# Гелена Дальстрем
Гелена Дальстрем (швед. Helena Dahlström; нар. 13 травня 1968) — колишня шведська тенісистка.
Найвищу одиночну позицію світового рейтингу — 166 місце досягла 21 грудня 1986, парну — 221 місце — 2 січня 1989 року.

## Фінали ITF

### Одиночний розряд (3–4)
| Легенда                   |
| ------------------------- |
| Турніри $25,000           |
| $10,000 / Турніри $15,000 |

| Результат | Ранг | Дата             | Турнір                         | Покриття | Суперниця        | Рахунок       |
| --------- | ---- | ---------------- | ------------------------------ | -------- | ---------------- | ------------- |
| Перемога  | 1.   | 25 лютого 1985   | Сан-Паулу, Бразилія            | Ґрунт    | Мерседес Пас     | 5–7, 6–4, 6–4 |
| Поразка   | 2.   | 23 вересня 1985  | Бетесда (Меріленд), США        | Тверде   | Джейн Форман     | 3–6, 5–7      |
| Перемога  | 3.   | 28 жовтня 1985   | Ньюкасл (Австралія), Австралія | Трава    | Карен Дід        | 6–4, 6–1      |
| Перемога  | 4.   | 4 листопада 1985 | Сідней, Австралія              | Трава    | Моніка Лундквіст | 6–4, 3–6, 7–6 |
| Поразка   | 5.   | 23 березня 1987  | Мельбурн, Австралія            | Тверде   | Луїс Філд        | 3–6, 3–6      |
| Поразка   | 6.   | 17 жовтня 1988   | Азорські острови, Португалія   | Тверде   | Андреа Носай     | 1–6, 3–6      |
| Поразка   | 7.   | 30 січня 1989    | Дандерюд (комуна), Швеція      | Тверде   | Нанне Дальман    | 6–4, 1–6, 4–6 |

### Парний розряд (1–1)
| Результат | Ранг | Дата           | Турнір                       | Покриття | Партнерка       | Суперниці                           | Рахунок  |
| --------- | ---- | -------------- | ---------------------------- | -------- | --------------- | ----------------------------------- | -------- |
| Поразка   | 1.   | 5 вересня 1988 | Порту, Португалія            | Ґрунт    | Сесілія Дальман | Сандрін Жаке Мартіна Павлік         | 3–6, 1–6 |
| Перемога  | 2.   | 17 жовтня 1988 | Азорські острови, Португалія | Тверде   | Анне Аалонен    | Керолайн Біллінгем Александра Ніпел | 6–3, 6–3 |